# 第一特列季
第一特列季（羅馬化：Tyretʹ 1-ya/Tyretʹ Pervaya)）是俄罗斯伊尔库茨克州的工人村（市级镇），属扎拉里区，位于叶尼塞河流域内安加拉河支流温加河（Унга）畔，特列季河（Тыреть）在该镇北方汇入该河。在区行政中心扎拉里及州府伊尔库茨克西北方。
该地2021年人口有3,918人；2010年人口3,855人；2002年人口4,191人。